# کاراکوله‌وو
کاراکوله‌وو (انگلیسی: Karakulevo) یک شهرک در شهرستان دووانسکی در استان باشقیرستان کشور روسیه است.